# NGC 7649
NGC 7649 est une galaxie elliptique géante (cD) relativement éloignée et située dans la constellation de Pégase. Sa vitesse par rapport au fond diffus cosmologique est de 12 108 ± 26 km/s, ce qui correspond à une distance de Hubble de 178,6 ± 12,5 Mpc (∼583 millions d'al). NGC 7649 a été découverte par l'astronome américain le 25 novembre 1886. Elle a été redécouverte Swift l'année suivant (15 octobre 1887), mais sans se rendre compte que c'était la même. John Dreyer ne s'est également pas rendu compte que c'était un doublon et il l'a été inscrite à l'Index Catalogue sous la désignation IC 1487.
En raison d'une brillance de surface égale à 14,28 mag/am2, on peut qualifier NGC 7649 de galaxie à faible brillance de surface (LSB en anglais pour low surface brightness). Les galaxies LSB sont des galaxies diffuses (D) avec une brillance de surface inférieure de moins d'une magnitude à celle du ciel nocturne ambiant.

NGC 7649 est une galaxie active de type Seyfert 1,.
À ce jour, trois mesures non basées sur le décalage vers le rouge (redshift) donnent une distance de 158,667 ± 18,771 Mpc (∼518 millions d'al), ce qui est à l'intérieur des valeurs de la distance de Hubble en raison de l'incertitude très grande. Notons que c'est avec la valeur moyenne des mesures indépendantes, lorsqu'elles existent, que la base de données NASA/IPAC calcule le diamètre d'une galaxie et qu'en conséquence le diamètre de NGC 7649 pourrait être d'environ 112,0 kpc (∼365 000 al) si on utilisait la distance de Hubble pour le calculer.

## Trou noir supermassif
En utilisant les observations réalisées avec le grand réseau d'antennes millimétrique/submillimétrique de l'Atacama (ALMA), un groupe d'astronomes a déterminer que la masse du trou noir supermassif au centre de cette galaxie est de 1,78+2,69
-1,10 x 107 {\displaystyle M_{\odot }}. Un autre modèle utilisé par ces mêmes auteurs donne une masse passablement plus imprécise de 1,60+11,52
-1,45 x 107 {\displaystyle M_{\odot }}.

## Amas de galaxies Abell 2593
En se basant sur trois articles publiés entre 1976 et 1995, la base de données Simbad indique que NGC 7649 est la galaxie la plus brillante d'un amas de galaxies. Cet amas est Abell 2593,,.
Selon un article publié en 2020, la température d'Abell 1253 est de 4,16 ± 0,28 keV, sa métallicité est égale à 0,28+19
-17, son rayon et sa masse à un contraste de densité 500 (R500) sont de 1 011+33
−35 kpc et 3,06+31
−31 x 1014 {\displaystyle M_{\odot }}.
Les galaxies voiines de NGC 7649 sur l'image de l'encart font probablement aussi toutes parties de l'amas Abell 2593. En effet, leur distance est comparable à celle de NGC 7649, soit 167,12 ± 11,71 (∼) pour LEDA 1483028, 177,83 ± 12,46 (∼) pour LEDA 1483028, 179,42 ± 12,60 Mpc (∼585 millions d'al) pour ACO 2593 et 182,64 ± 12,79 Mpc (∼596 millions d'al) pour SDSSCGB 446.1. Les désignations utilisées ici sont celles qu'il faut utiliser dans la base de données NASA/IPAC pour atteindre les pages des galaxies de la figure de l'encart.